# Цариград (връх)
Вижте пояснителната страница за други значения на Цариград.
Цариград (63°00′53″ ю. ш. 62°34′42″ з. д. / 63.014722° ю. ш. 62.578333° з. д.) е покрит с лед връх, разположен на 1760 m н.в. в хребета Имеон на остров Смит, Антарктика.
Получава това име в чест на Цариградската конференция на Великите сили от 1876 г., определила границите на етническите български земи към втората половина на 19 век, през 2009 г.

## Описание
Върхът се намира на 550 m южно от Славейков връх, 2,5 km югозападно от първенеца на острова връх Фостър (2105 m) и 600 m североизточно от връх Неофит. Издига се над ледника Армира на югоизток.

## Картографиране
Българско картографиране на върха от 2009 и 2010 г.

## Карти
- L.L. Ivanov et al. Antarctica: Livingston Island, South Shetland Islands (from English Strait to Morton Strait, with illustrations and ice-cover distribution). Топографска карта в мащаб 1:100000. София: Antarctic Place-names Commission of Bulgaria, 2005.
- Л. Иванов. Антарктика: Остров Ливингстън и острови Гринуич, Робърт, Сноу и Смит. Топографска карта в мащаб 1:120000. Троян: Фондация Манфред Вьорнер, 2009. ISBN 978-954-92032-4-0